# Luguba
Luguba is een monotypisch mosdiertjesgeslacht uit de familie van de Bugulidae en de orde Cheilostomatida.

## Soorten
- Luguba sessilis Gordon, 1984